# Віденер (Арканзас)
Віденер (англ. Widener) — місто (англ. town) в США, в окрузі Сент-Френсіс штату Арканзас. Населення — 212 особи (2020).

## Географія
Віденер розташований на висоті 64 метри над рівнем моря за координатами 35°1′20″ пн. ш. 90°40′53″ зх. д. / 35.02222° пн. ш. 90.68139° зх. д. (35.022132, -90.681358).  За даними Бюро перепису населення США в 2010 році місто мало площу 1,29 км², уся площа — суходіл.

## Демографія
Згідно з переписом 2010 року, у місті мешкали 273 особи в 108 домогосподарствах у складі 72 родин. Густота населення становила 211 особа/км².  Було 131 помешкання (101/км²). 
Расовий склад населення:
| - 61,5 % — чорних або афроамериканців - 35,9 % — білих - 1,1 % — осіб інших рас |

До двох чи більше рас належало 1,5 %. Іспаномовні складали 5,1 % від усіх жителів.
За віковим діапазоном населення розподілялося таким чином: 22,7 % — особи молодші 18 років, 61,2 % — особи у віці 18—64 років, 16,1 % — особи у віці 65 років та старші. Медіана віку мешканця становила 42,4 року. На 100 осіб жіночої статі у місті припадало 95,0 чоловіків;  на 100 жінок у віці від 18 років та старших — 90,1 чоловіків також старших 18 років.
Середній дохід на одне домашнє господарство  становив 33 848 доларів США (медіана — 26 406), а середній дохід на одну сім'ю — 39 977 доларів (медіана — 35 625). Медіана доходів становила 24 531 долар для чоловіків та 23 438 доларів для жінок. За межею бідності перебувало 8,9 % осіб, у тому числі 5,3 % дітей у віці до 18 років та 9,8 % осіб у віці 65 років та старших.
Цивільне працевлаштоване населення становило 111 осіб. Основні галузі зайнятості: освіта, охорона здоров'я та соціальна допомога — 33,3 %, роздрібна торгівля — 14,4 %, будівництво — 12,6 %, виробництво — 10,8 %.
За даними перепису населення 2000 року у Віденері проживало 335 осіб, 81 сім'я, налічувалося 111 домашніх господарств і 129 житлових будинків. Середня густота населення становила близько 258 осіб на один квадратний кілометр. Расовий склад Віденера за даними перепису розподілився таким чином: 31,94 % білих, 67,16 % — чорних або афроамериканців, 0,30 % — азіатів, 0,60 % — інших народів. Іспаномовні склали 2,39 % від усіх жителів містечка.
З 111 домашніх господарств в 39,6 % — виховували дітей віком до 18 років, 42,3 % представляли собою подружні пари, які спільно проживали, в 22,5 % сімей жінки проживали без чоловіків, 27,0 % не мали сімей. 20,7 % від загального числа сімей на момент перепису жили самостійно, при цьому 6,3 % склали самотні літні люди у віці 65 років та старше. Середній розмір домашнього господарства склав 3,02 особи, а середній розмір родини — 3,65 особи.
Населення містечка за віковим діапазоном за даними перепису 2000 року розподілилося таким чином: 36,7 % — жителі молодше 18 років, 9,3 % — між 18 і 24 роками, 26,9 % — від 25 до 44 років, 16,1 % — від 45 до 64 років і 11,0 % — у віці 65 років та старше. Середній вік мешканця склав 28 років. На кожні 100 жінок у Віденері припадало 92,5 чоловіків, у віці від 18 років та старше — 91,0 чоловіків також старше 18 років.
Середній дохід на одне домашнє господарство в містечкі склав 20 833 долара США, а середній дохід на одну сім'ю — 24 375 доларів. При цьому чоловіки мали середній дохід в 23 929 доларів США на рік проти 20 625 доларів середньорічного доходу у жінок. Дохід на душу населення в містечкі склав 12 135 доларів на рік. 34,2 % від усього числа сімей в окрузі і 38,7 % від усієї чисельності населення перебувало на момент перепису населення за межею бідності, при цьому 41,1 % з них були молодші 18 років і 34,1 % — у віці 65 років та старше.